# Oisc
Oisc, Oeric, Œric, Eoric, Oese, Aesc, Æsc (urodzony w IV wieku; zm. 512) – król anglosaskiego królestwa Kentu od 488 do 512 roku. Jego potomkowie znani są jako Oiscingowie.
Nie jest jasne, czy Oisc jest postacią mityczną, podobnie jak jego domniemany ojciec, Hengest, czy istniał rzeczywiście. Średniowieczne kroniki, w których zachowało się jego imię, znacznie się różnią w relacjach:
- Beda Czcigodny w swoim dziele Historia ecclesiastica gentis Anglorum twierdził, że Oisc był Jutem, synem Hengesta i ojcem Octy. Miał wraz z ojcem i wujem Horsą przybyć do Brytanii około 449 roku na zaproszenie króla Vortigerna, który wezwał ich do pomocy w walce z Piktami. W podzięce za pomoc mieli otrzymać od Vortigerna ziemie zwane Ypwinesfleot, zamieszkiwane przez lud Cantiaków, które stały się zalążkiem królestwa Kentu. Beda podaje również, że jego potomkowie nazywali się Oiscingami[1].
- Kronika anglosaska relacjonuje, że Jutowie stawiali coraz większe żądania, co doprowadziło do ataku Vortigerna ok. 455 roku. Główne starcie miało miejsce pod Aylesford, gdzie zginęli Horsa oraz Vortimer, syn Vortigerna[2]. Kolejne starcie miało miejsce w 456 pod Crecganford (dzisiejsze Crayford) i zakończyło się miażdżącym zwycięstwem Sasów i ucieczką Brytów z Kentu do Londynu[3]. Kolejna wzmianka dotyczy 465 roku, kiedy to Hengest i Oisc starli się z Celtami w pobliżu Wippedesfleot, pokonując ich i zdobywając wielkie łupy[3]. Do kolejnego starcia miało dojść w 473 roku[4]. Ostatnia wzmianka o Oiscu pochodzi z 488 roku. Wtedy właśnie miał on zostać królem Kentu, prawdopodobnie po śmierci Hengesta[4]. Miał panować 24 lata[4].
- William z Malmesbury w Gesta regum Anglorum wspomina, że panowanie Oisca trwało 24 lata i jako władca Oisc koncentrował się raczej na obronie granic swojego królestwa niż na kontynuacji zaborczej polityki ojca.
- Nenniusz, domniemany autor Historii Brytów (Historia Brittonum), w ogóle pomija Oisca, informując, że po śmierci Hengesta władzę objął jego syn Octa[5].